# Allegro in a-mineur voor strijkkwartet
Allegro in a mineur voor strijkkwartet is een compositie van Niels Gade. Gade was nog in opleiding toen hij dit zes minuten durende werkje schreef. Het verdween in de la totdat Niels Gade meer succes kreeg, nadat zijn muzikale opleiding en loopbaan in Leipzig hem verder bracht in de muziekwereld.
Het nooit uitgegeven werkje is meestal terug te vinden in uitgaven, die gewijd zijn aan muziek voor strijkkwartet van deze componist of een verzameling van jeugdcomposities.